# Antonio Mostaza Rodríguez
Antonio de Mostaza Rodríguez  (Santa Colomba de Sanabria, Zamora, 19 de diciembre de 1912-Madrid, 4 de junio de 2008), conocido comoel canónigo, fue un sacerdote y catedrático español.

## Biografía
Descendiente de una de las familias poderosas de Santa Colomba de Sanabria, los Rodríguez de Medio, Antonio nació en 1912, siendo el quinto de nueve hermanos. Su padre, Joaquín de Mostaza Rodríguez falleció cuando él tenía apenas seis años. Licenciado en Filosofía, Teología, Sociología y Derecho, fue doctor en Derecho Romano, Derecho Canónico, Teología y Filosofía. Al acabar la Guerra Civil se enroló en la División Azul. En las Fuerzas Armadas alcanzó el grado de coronel castrense. Con posterioridad, ganó la cátedra de Derecho Canónico de la Universidad de Valencia, llegando a ser decano de la Facultad de Derecho de dicha institución. Con posterioridad marchó a Madrid y allí se hizo cargo de la cátedra de Derecho Canónico en la Universidad Complutense. 
Fue autor de varios libros, así como artículos sobre teología y derecho de la Iglesia.
Está enterrado en Santa Colomba de Sanabria.

## Obras
- El Ministro extraordinario de la confirmación en el Concilio de Trento (1941). Tesis doctoral en la Pontificia Universidad de Comillas.
- Nuevo derecho canónico. Manual universitario (1983). ISBN 84-220-1112-3
- Nuevo derecho parroquial (1984). ISBN 84-7914-682-6

- Datos: Q5699156